# Федеральное правительство Сомали
Федеральное правительство Сомали (сомал. Dowladda Federaalka Soomaaliya, араб. حكومة الصومال الاتحادية‎) — текущее, международно признанное правительство Федеративной Республики Сомали.

## Обзор
Федеральное правительство Сомали было создано 20 августа 2012 года, после окончания действия временного мандата Переходного федерального правительства Сомали.
Официально включает в себя исполнительную и законодательную ветви власти; в качестве последней выступает Парламент Сомали. Возглавляется президентом Сомали, который управляет кабинетом через премьер-министра.
Действует на основе Временной Конституции, принятой Конституционной Ассамблеей в Могадишо летом 2012 года.
Действующим Президентом Федерального правительства Сомали является Мохамед Абдуллахи Мохамед (первым, предыдущим был Хасан Шейх Махмуд), премьер-министром — Мохамед Хусейн Робле (предыдущий — Хассан Али Хайре).